# Konflikt czadyjsko-sudański
Konflikt czadyjsko-sudański (także wojna domowa w Czadzie) – wojna prowadzona przez Czad przeciwko rebeliantom wspieranym przez Sudan, rozpoczęta 23 grudnia 2005. Konflikt został oficjalnie zakończony porozumieniem z Dakaru z 13 marca 2008. Mimo pokoju do 2010 trwała rebelia bojówek czadyjskich.

## Przyczyny
Konflikt czadyjsko-sudański jest reperkusją wojny w Darfurze. Darfurscy partyzanci, którzy odnosili porażki w bitwach z sudańskim wojskiem, szukali schronienia na ziemiach Czadu. W 2005 sudański dyktator Umar al-Baszir oskarżył wtedy Deby'ego o zbrojenie sudańskich bojówek i zapowiedział mu zemstę, zrywając stosunki bilateralne między krajami. Przerodziło się to de facto w wojnę między krajami, polegający na wspieranie wrogich bojówek rządom w Ndżamenie i Chartumie.
18 grudnia 2005 czadyjscy rebelianci przy wsparciu sudańskim napadli na przygraniczne czadyjskie miasto Adre. W zależności od doniesień, w walkach miało zginąć od siedemdziesięciu do trzystu rebeliantów. Straty rządowe nie są znane, wiadomo że stracony został jeden śmigłowiec w zderzeniu z przewodami elektrycznymi w czasie walki, podczas gdy inny śmigłowiec, Mi-17 został mocno uszkodzony przez pożar, w którym zginął co najmniej jeden członek załogi.
23 grudnia 2005 Czad wypowiedział wojnę Sudanowi. Przyczyną jej wybuchu było – według rządu w Ndżamenie – wspieranie czadyjskich rebeliantów przez rząd Sudanu. 

## Konflikt w 2006
W 2006 trwały walki między armią czadyjską a ugrupowaniami rebelianckimi z Czadu oraz Dżandżawidami wspieranymi przez rząd Sudanu:
- Atak na Borotę (6 stycznia 2006)

8 lutego 2006 prezydenci Czadu Idriss Déby i Sudanu Umar al-Baszir w Trypolisie podpisali porumienienie regulujące stosunki między krajami, jednak, pokój trwał niespełna miesiąc:
- Atak na Amdjereme (6 marca 2006)
- Próba zamachu stanu w Czadzie

14 marca 2006 grupa wojskowych planowała zestrzelenie samolotu, na pokładzie którego leciał prezydent Idriss Déby. Prezydent wracał do Ndżameny z międzynarodowego szczytu Wspólnoty Ekonomicznej i Walutowej Afryki Centralnej (CEMAC), który odbywał się w Bacie w Gwinei Równikowej. 16 marca 2006 czadyjscy rebelianci ogłosili, iż ich celem było zapobieżenie wyborom prezydenckim, zaplanowanym na 3 maja 2006. W wyborach tych prezydent Deby po raz trzeci ubiegał się o prezydenturę, po uprzedniej zmianie konstytucji i zniesieniu limitu dwóch kadencji prezydenckich. Władze państwowe oświadczyły, że wybory nie będą przełożone i odbędą się w wyznaczonym terminie. 21 marca 2006 władze ogłosiły, iż aresztowały 100 żołnierzy-rebeliantów, powiązanych z nieudanym zamachem na samolot prezydenta.
- Bitwa pod Ndżameną (13 kwietnia 2006)

## Bitwa pod Ndżameną
1 lutego 2008 2 tysiące bojowników czadyjskich razem z siłami Sudanu zaopatrzonych głównie w karabiny maszynowe rozpoczęło oblężenie stolicy Czadu. Częściową kontrolę nad afrykańskim miastem przejęli po około 2-godzinnych starciach z siłami Czadu i kontyngentem m.in. Francji. Następnego dnia 2 lutego po dosyć spokojnej nocy po 4 godzinnej bitwie rebelianci wraz z wrogim Sudanem opanowali całą stolicę.
3 lutego około godziny 12.00 rozpoczęła się bitwa pod Adre koło Ndżameny. Trzy kolumny rebeliantów po około 1000 ludzi wspieranych przez 500-osobowy tabor z Sudanu (razem około 3500 żołnierzy), zaatakowały Czad z siłami Francji (około 2000 żołnierzy). Natarcie rebeliantów zakończyło się niepowodzeniem, a wielu bojowników zostało rannych. O godzinie 13 na pole bitwy przybyły trzy sudańskie helikoptery i rozpoczęły bezskuteczny (według wypowiedzi kontyngentu francuskiego) ostrzał pozycji żołnierzy Czadu. Około godziny 16 bojownicy ostatecznie skapitulowali i wycofali się z Adre. W bitwie zginęło 300 bojowników, 50 Sudańczyków (według kontyngentu francuskiego). Z kolei śmierć po stronie czadyjskiej poniosło 59 żołnierzy (w tym 4 Francuzów). 4 lutego rebelianci zostali wyparci z Ndżameny.

## Pokój
13 marca 2008 roku po kilkumiesięcznych rozmowach został podpisany pokój w Dakarze, kończący wojnę sudańską-czadyjską. Sudan wznowił stosunki dyplomatyczne z Czadem. Jeszcze w marcu 2008 obie strony oskarżały siebie o łamanie zasad pokoju.

## Działalność rebeliantów i misja stabilizacyjna

### Stosunki między krajami
10 maja 2008 doszło do szturmu stolicy Sudanu, Chartumu przez rebeliantów z Darfuru. Prezydent Sudanu Umar al-Baszir oskarżył Czad o wspieranie rebelii podczas tego ataku. Skutkiem tego było ponowne zerwanie przez Sudan stosunków dyplomatycznych z Czadem 11 maja 2008 roku.

Logo sił pokojowych UE- EUROFOR

Czadyjscy rebelianci ogłosili 16 czerwca 2008, że przejęli kontrolę nad miastem Biltine we wschodnim regionie kraju, 750 km od stolicy Ndżameny. To trzecie miasto zdobyte przez rebeliantów od początku czerwca.
Z kolei 18 czerwca doszło do starcia pod Am Zoer w którym zginęło 187 rebeliantów.
We wrześniu 2008 Czad oraz Sudan nawiązały stosunki dyplomatyczne zerwane w maju 2008. Po wcześniejszych kilku miesiącach dyplomatycznych sporów ambasady obu krajów znowu były otwarte.
W maju doszło do napięć w stosunkach dwustronnych po tym jak lotnictwo czadyjskie atakowało w Darfurze wypchniętych z Czadu rebeliantów Unii Sił Oporu. Czadyjscy bojownicy wykorzystywali bowiem Darfur swoją bazę wypadową.
W lutym 2010 Czad i Sudan zawarły porozumienie o współpracy granicznej i przeciwdziałaniu buntownikom. Władze w Ndżamenie pogratulowały zwycięstwa Umarowi al-Baszirowi w wyborach powszechnych z kwietnia 2010. W wyniku ocieplenia się stosunków między sąsiadami, rząd czadyjski rozpoczął pierwsze rozmowy z rebeliantami.

### EUFOR i MINURCAT – siły stabilizacyjne w Czadzie
Misja Unii Europejskiej (EUFOR) zawiązała się 15 marca 2008 z mandatem na okres jednego roku. Wśród zaproszonych do współtworzenia ich znalazła się Polska.
30 czerwca 2008 przygotowano bazę Iribia na przyjęcie polskiego kontyngentu, który jest częścią misji Unii Europejskiej w Czadzie.
Z kolei 15 września polski kontyngent osiągnął pełną gotowość bojową w Czadzie. Polscy żołnierze znaleźli się pod dowództwem generała Jean Philippe Ganascia, dowódcy sił EUFOR w Czadzie. Polski kontyngent liczył 400 żołnierzy i po Francji (2 tys. żołnierzy) był najliczniejszy na misji EUFOR w Czadzie.
5 marca 2009 misję zakończyły unijne siły EUFOR. Podczas uroczystości w Abeche na wschodzie Czadu, EUFOR przekazał dowództwo misji pokojowej w Czadzie i Republice Środkowoafrykańskiej kontyngentowi Narodów Zjednoczonych MINURCAT w skład których weszły kraje afrykańskie oraz Nepal i Mongolia.
6 grudnia 2009, w związku z wycofywaniem polskich wojsk z misji oenzetowskich, PKW Czad zakończył działalność i przekazał obowiązki MONBAT-owi – batalionowi mongolskiemu. Uroczystość przekazania obowiązków wojskom mongolskim odbyły się 9 grudnia w bazie North Star nieopodal miejscowości Iriba, około 1000 kilometrów od stolicy kraju, Ndżameny.
15 marca 2010 wygasł mandat sił stabilizacyjnych MINURCAT w Czadzie.
W kwietniu 2010 poinformowano o planach redukcji kontyngentu ONZ z ponad 5000 żołnierzy do 1900.

### Rebelia Unii Sił Oporu
7 maja na wschodzie Czadu pod miejscowością Am-Dam czadyjscy rebelianci stoczyli zbrojną potyczkę z wojskami rządowymi. Poległo 125 powstańców i 21 żołnierzy wojsk rządowych. Do bitwy doszło gdy bojówki maszerowały na stolicę Czadu – Ndżamenę. Następnie bojowników Unii Siły Oporu (UFR) – organizacji rebelianckiej powstałej w styczniu 2009 wypchnięto z Czadu.
13 maja lotnictwo Czadu zbombardowało pozycje bojowników czadyjskich wypędzonych wcześniej z Czadu w Darfurze. Dwa dni później Sudan oskarżył sąsiada o naruszenie suwerenności Czadu i opisał te ataki jako akt wojny.

### Walki z frakcją FPRN
W dniach 24 oraz 28 kwietnia 2010 doszło pod Tamassi, w pobliżu granicy z Sudanem do ciężkich walk między rebeliantami z ugrupowania FPRP i siłami rządowymi. Według wojska czadyjskiego zginęło ponad 115 wojowników, podczas gdy armia straciła dziewięciu żołnierzy. Do niewoli wzięto 80 rannych rebeliantów.